# Irkut MC-21
Irkut MC-21 (ryska: Иркут МС-21) är ett ryskt tvåmotorigt passagerarjetflygplan som utvecklats av Jakovlev och tillverkas av Irkut, en gren av United Aircraft Corporation (UAC).
Efter att ha skjutit fram den planerade introduktionen från 2012 till 2020, rullade Irkut ut den första MC-21-300 den 8 juni 2016 och flög första gången den 28 maj 2017.
Det har kolfiberförstärkta vingar och drivs av Pratt & Whitney PW1000G- eller Aviadvigatel PD-14-motorer.
Med en kapacitet på 132-163 passagerare i två klasser, upp till 165-211 i en klass och en räckvidd på 6 000-6 400 kilometer kommer MC-21-300 att följas av en förkortad version, MC-21-200.

## Utveckling
Under 2006 var UAC:s målsättning att utforma ett flygplan med kapacitet för 130-170 passagerare och räckvidd på 5 000-6 350 kilometer för att ersätta den åldrande Tu-154, 20-25% effektivare än konkurrenterna Airbus A320 och Boeing 737 med 15% lägre vikt, 20% lägre driftskostnader och 15% lägre bränsleförbrukning. Målet var att ta modellen i bruk år 2012 för ett pris på 35 miljoner dollar, 20 miljoner dollar under motsvarande 737-700. Programmet lanserades 2007 och planerades att introduceras 2016. Dessa mål upprepades 2008, förutom att den effektivitetsvinsten sänktes till 10-15%.
Den 28 maj 2017 gjorde MC-21 sin första framgångsrika flygning i Irkutsk. Produktionen inleddes 2018 och flygplanet certifierades av de ryska myndigheterna i december 2021. Det beräknas tas i drift under 2022.

## Tekniska data
| Variant           | MC-21-200                                    | MC-21-300                                    |
| ----------------- | -------------------------------------------- | -------------------------------------------- |
| Besättning        | 2 piloter                                    | 2 piloter                                    |
| 2-klass-kabin     | 132 (12J + 120Y)                             | 163 (16J + 147Y)                             |
| 1-klass-kabin     | 165                                          | 211                                          |
| Lastkapacitet     | 34 m³                                        | 49 m³                                        |
| Längd             | 36,8 m                                       | 42,2 m                                       |
| Vingbredd         | 35,9 m                                       | 35,9 m                                       |
| Höjd              | 11,5 m                                       | 11,5 m                                       |
| Maximal startvikt | 72 560 kg                                    | 79 250 kg                                    |
| Motorer           | Aviadvigatel PD-14 / Pratt & Whitney PW1400G | Aviadvigatel PD-14 / Pratt & Whitney PW1400G |
| Räckvidd          | 6 400 km                                     | 6 000 km                                     |

## Bildgalleri

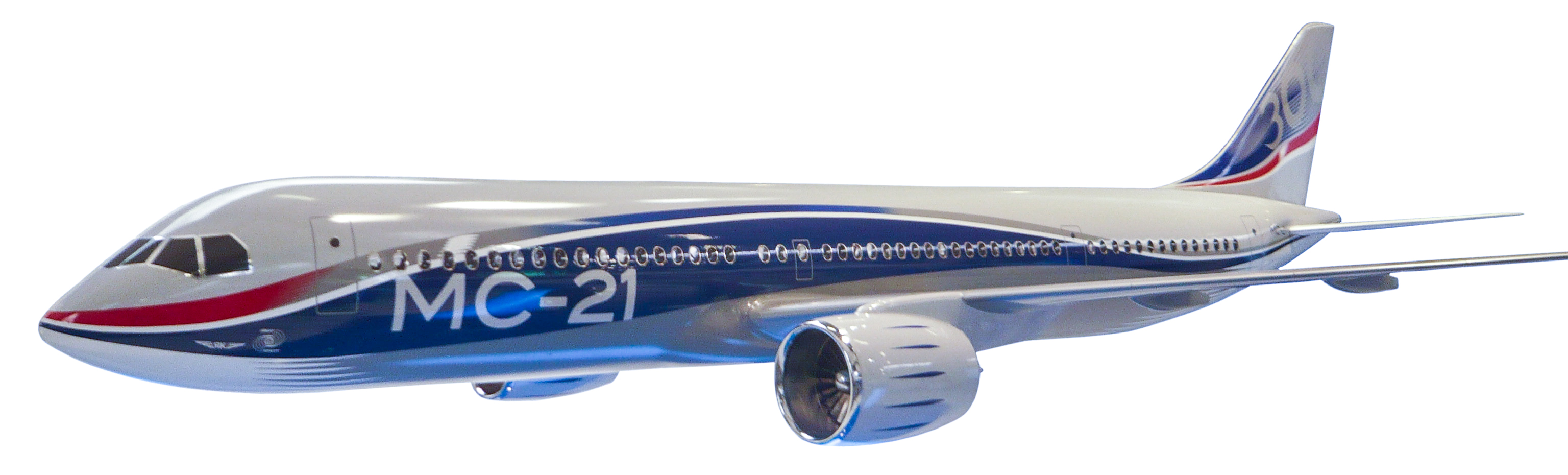
Irkut MC-21-300 (modell).
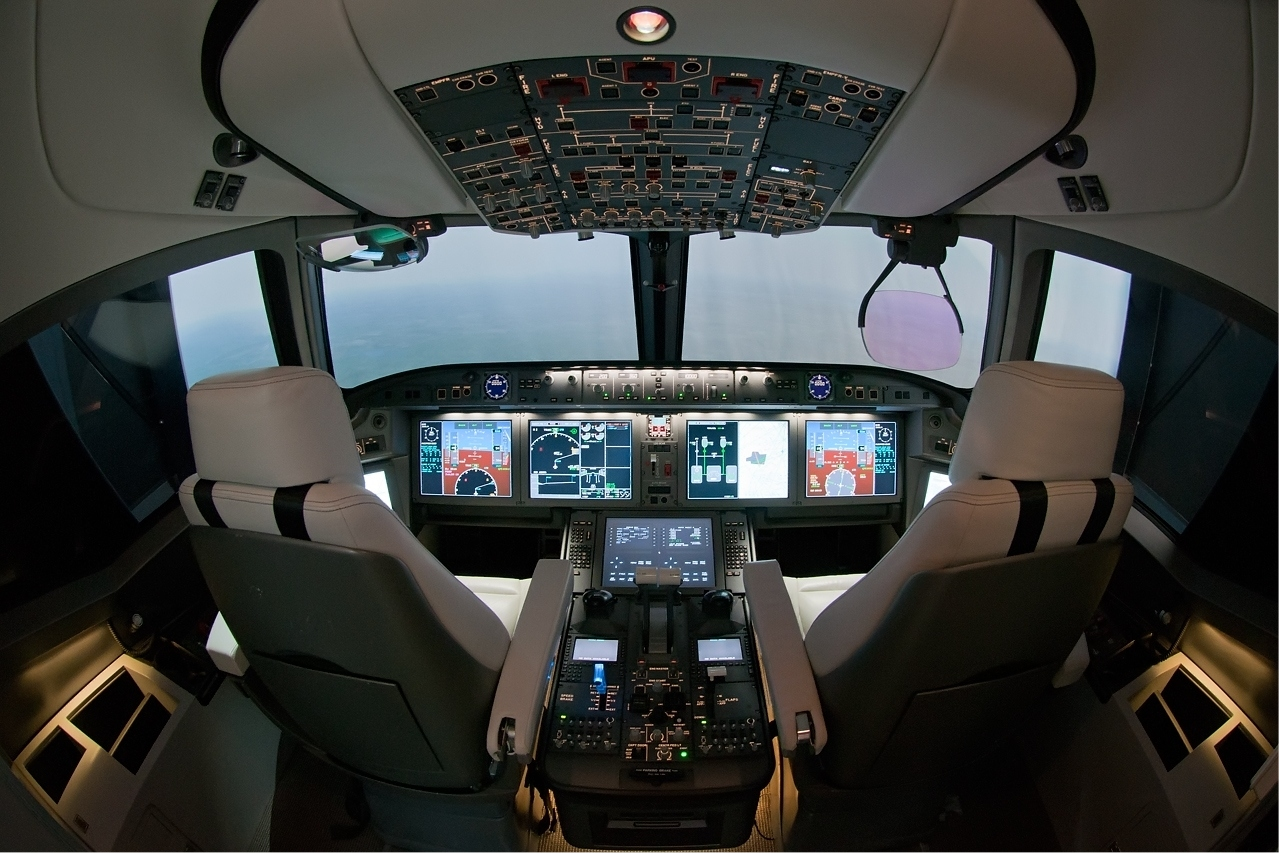
Förarkabin.
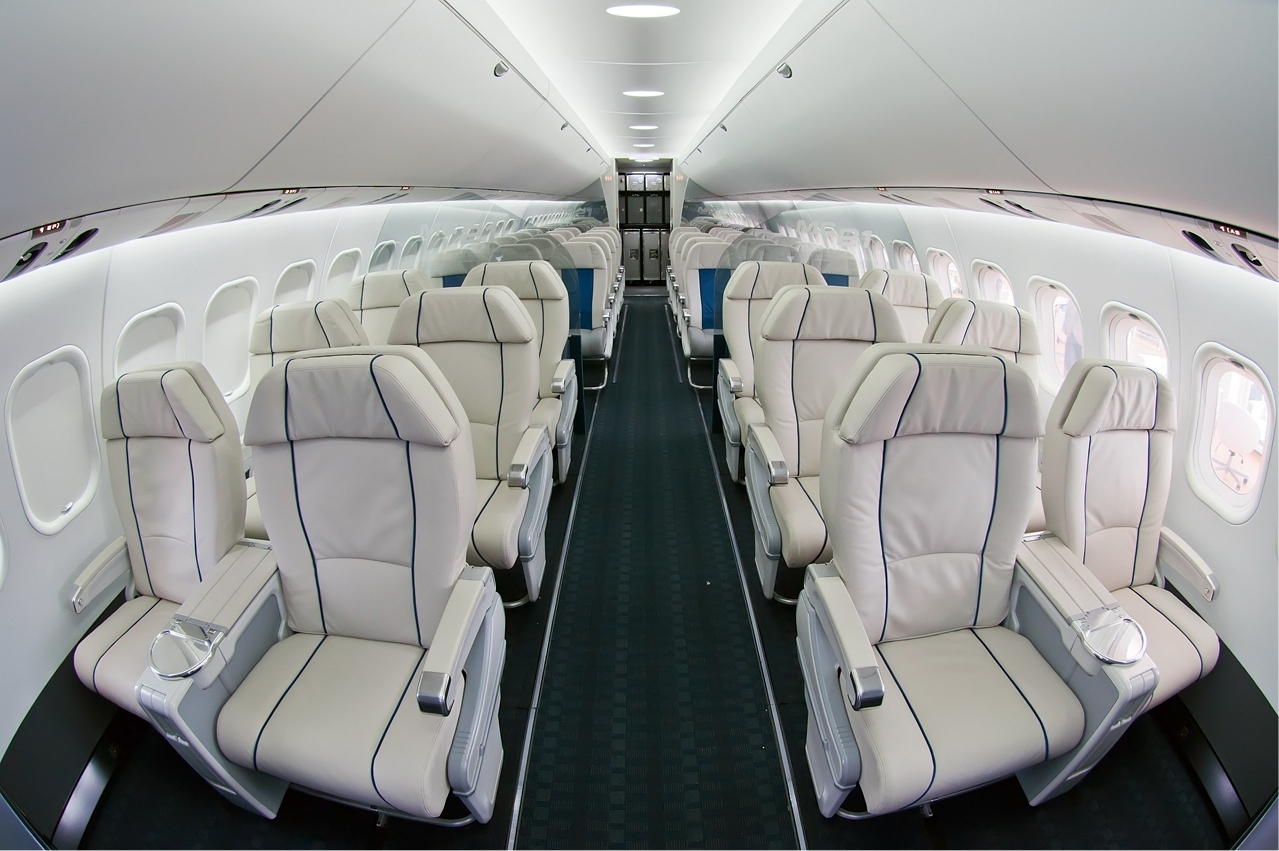
Kabin.
- First flight.